# Kathrin Dannenberg

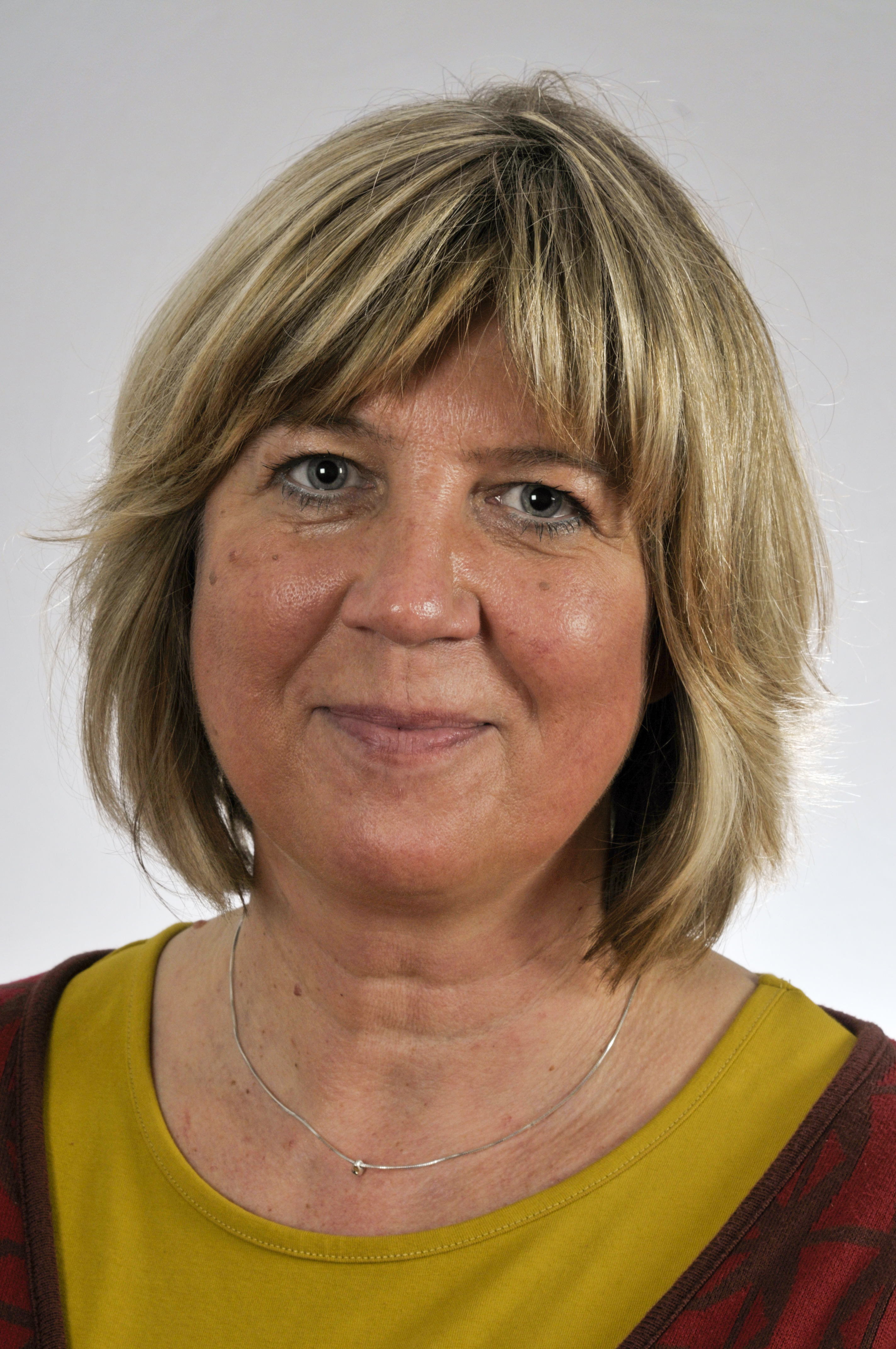
Kathrin Dannenberg 2016

Kathrin Bettina Dannenberg (* 12. August 1966 in Leisnig) ist eine deutsche Politikerin (Die Linke). Sie war von 2014 bis 2024 Abgeordnete im Landtag Brandenburg.

## Leben und Beruf
Kathrin Dannenberg nahm nach dem Abitur 1985 ein Studium an der Pädagogischen Hochschule „Karl Liebknecht“ Potsdam auf, das sie 1990 als Diplomlehrerin für Sport und Geschichte abschloss. Anschließend war sie ab 1990 im Schulamtsbereich Cottbus als Lehrerin tätig. Von 1998 bis 2000 absolvierte sie an der Universität Potsdam ein weiteres Studium für das Fach Lebensgestaltung-Ethik-Religionskunde sowie 2004 bis 2005 eine Ausbildung zur Mentorin und zur schulischen Implementierung eines Streitschlichterkonzeptes.
Kathrin Dannenberg wohnt in Calau, ist verheiratet und hat ein Kind.

## Politik
Sie gehört seit 2014 der Stadtverordnetenversammlung von Calau und dem Kreistag des Landkreises Oberspreewald-Lausitz an. Bei der Landtagswahl in Brandenburg 2014 zog sie über die Landesliste in den Landtag ein. Bei der Landtagswahl 2019 war sie Spitzenkandidatin ihrer Partei und zog erneut in den Landtag ein. Vom 4. September 2019 bis zum 16. Februar 2021 war sie gemeinsam mit Sebastian Walter Fraktionsvorsitzende der Partei Die Linke im Landtag, bis sie aus gesundheitlichen Gründen nicht erneut für diesen Posten antrat. Von 2019 bis 2024 war sie Sprecherin für Bildungs- und Sportpolitik, Minderheitenpolitik, Kinder- und Jugendpolitik der Fraktion Die Linke im Landtag Brandenburg. Bei der Landtagswahl 2024 zog Die Linke nicht mehr in den Landtag ein; Dannenberg schied somit aus dem Landtag aus.